# Agir dans un monde incertain
Agir dans un monde incertain. Essai sur la démocratie technique est un ouvrage de Michel Callon, Pierre Lascoumes et Yannick Barthe paru aux Éditions du Seuil en 2001. L'ouvrage est présenté comme un écho aux Politiques de la nature de Bruno Latour. Il s'est affirmé comme un classique des STS francophones,.
Constatant le nombre croissant de controverses sociotechniques et les débordements qu'ils entraînent, les auteurs tentent de penser à une manière de faire face aux conflits où ne s'opposeraient pas les profanes et les spécialistes. C'est à une « démocratie dialogique » qui s'enrichit des apprentissages et des expérimentations issues de « forums hybrides » où se déroule la discussion que l'incertitude a quelque chance d'être réduite. Il s'agit de maintenir des options ouvertes, d'apprendre des collectifs et associations que suscitent les controverses pour éviter le modèle décisionniste incarné par le mythe d'Alexandre tirant son glaive pour couper le nœud gordien que les experts ne parviennent pas à dénouer.

## Résumé de l'ouvrage

### Forums hybrides
Le chapitre s'ouvre sur deux exemples de « forums hybrides » : la gestion des déchets radioactifs et la question des effets des champs électromagnétiques des lignes à haute tension. « Dans les deux cas, les controverses portent à la fois sur la caractérisation des dangers et sur la procédure à mettre en place pour aboutir à une caractérisation qui soit considérée comme crédible et légitime. Dans les deux cas, les controverses prennent place dans des espaces publics que l'on propose de nommer « forums hybrides ». Forums, parce qu'il s'agit d'espaces ouverts (...) hybrides, parce que ces groupes engagés et les porte-parole qui prétendent les représenter sont hétérogènes. »
Une caractéristique essentielle des forums hybrides est l'incertitude, dont la visibilité est accrue dans les domaines tels la santé et l'environnement, et dont les auteurs proposent une typologie :
- Le risque, contrairement à l'incertitude, désigne un danger bien identifié.
- Les incertitudes radicales concernent par exemple les « risques de développement », qui ne sont souvent visibles qu'a posteriori et après de nombreuses années. Exemple : la thalidomide, prescrit aux femmes enceintes dans les 50 pour éviter les risques de fausses couches, et dont on n'a identifié les effets nocifs sur les fœtus que dans la fin des années 1970. Face à ces incertitudes radicales, « savoir anticiper, traquer des débordements potentiels, mettre en place un système de surveillance et de collecte systématique des données pour déclencher les alertes dès que des événements bizarres se produisent: la liste des mesures à prendre est longue, qui suggère que l'ignorance n'est pas une fatalité et que raisonner en termes d'incertitude, c'est déjà se donner les moyens d'en prendre la mesure. »
- Le danger plausible: « lorsque des personnes ou des milieux de vie sont affectés par des dommages parfaitement caractérisables mais dont la nature précise et les causes demeurent inconnues[5]. »
- Les incertitudes sociales: les problèmes techniques deviennent des problèmes sociaux et politiques, ce que Marilyn Strathern appelle la « prolifération du social ».

Se démarquant du modèle du déficit, les auteurs proposent de voir dans les controverses découlant de cette montée du social un enrichissement de la démocratie, un mode d'exploration des « débordements » engendrés par les développements de la technoscience, et un apprentissage collectif permettant de redéfinir les identités. La question de la temporalité de ces controverses et forums hybrides se pose toutefois.

### La recherche confinée
L'histoire des sciences peut être lue comme une recherche toujours plus poussée de confinement. Les auteurs s'appuient sur la « loi des trois étapes » de Christian Licoppe qui distingue trois régimes de pratique scientifique: curiosité (expérimentations publiques sensationnelles), utilité (les expériences doivent être reproductibles et délocalisables), exactitude (les expériences sont faites en laboratoire pour atténuer les interférences et atteindre plus de précision). Ce rappel historique permet de mettre en évidence que « le laboratoire n'est qu'une pièce dans un dispositif plus large ».
Le concept de traduction développé par Michel Callon est ensuite convoqué pour expliquer comment le monde passe d'un état à un autre à travers une succession de transformations, de traductions, dont la violence symbolique est mise en évidence afin de montrer qu'elle n'a rien d'inexorable.

### À spécialiste, spécialiste et demi
L'intrusion des profanes parmi les experts est particulièrement bien illustrée par les associations de patients atteints de certaines maladies (myopathie, SIDA...).

### La démocratisation de la démocratie
- Épilogue

## Réception et critiques
Pour Jean-Paul Gaudillière, si les propositions des auteurs autour d'un dialogue ouvert sont généreuse, l'ouvrage ne tient pas en compte "les inégalités économiques, politiques ou culturelles ne pèsent ni en amont, ni en aval des procédures démocratiques. « asymétries » entre acteurs".
L'ouvrage est souvent cité dans les débats médiatique concernant la délibération démocratique de sujets techniques ou scientifiques. (planification écologique, incendie de Lubrizol, accident AZF Toulouse, fake news, démocratie participative, crise du Covid-19...)

## Édition
- Michel Callon, Pierre Lascoumes, Agir dans un monde incertain. Essai sur la démocratie technique, Paris, Le Seuil, « La couleur des idées », 2001.  (ISBN 978-2-02-040432-7)

## Compte rendu
- Antoine Goxe, « CALLON (Michel), LASCOUMES (Pierre), BARTHE (Yannick), 2001, Agir dans un monde incertain. Essai sur la démocratie technique, Paris, Le Seuil (collection « La couleur des idées »), 358 pages. », Développement durable et territoires, Publications de 2001, mis en ligne le 1er février 2003.

- Claude Durand, « Callon Michel, Lascoumes Pierre, Barthe Yannick, Agir dans un monde incertain. Essai sur la démocratie technique », Revue française de sociologie, 2002, 43-4. Actualités wébériennes : perspectives d'analyses et principes de traduction. pp. 782-784. en ligne.

- Michel Bonnet, « Michel Callon, Pierre Lascoumes, Yannick Barthe, Agir dans un monde incertain, Essai sur la démocratie technique, 2001 », Les Annales de la recherche urbaine, N°92, 2002. Ce qui demeure. pp. 156-158. en ligne